# قائمة ألعاب فيديو المحقق كونان
توزع المحقق كونان إلى ألعاب الفيديو بعد النجاح الهائل للأنمي، في 27 ديسمبر 1996، صدرت لعبة (ميه-تانتيه كونان: چيكا يوأنچي ساتسُجِن جِكِن) للغيم بوي، ومنذ ذلك الحين، صدرت أكثر من 20 لعبة. صدرت أغلب الألعاب في اليابان فقط. طورت ألعاب المحقق كونان الخاصة بالغيم بوي وأجهزة ألعاب سوني والوندرسوان ونينتندو دي إس شركة [[بانداي]]، وطورت بانبريستو ألعاب المحقق كونان الخاصة بالغيم بوي كولور والغيم بوي أدفانس، بينما طورت مارفلوس إنترتينمنت لعبة (المحقق كونان: تحريات ميرابولس).

## سلسلة الألعاب
| العنوان بالإنجليزي                                                            | العنوان بالعربي                                    | تاريخ الإصدار  | نظام التشغيل           |
| ----------------------------------------------------------------------------- | -------------------------------------------------- | -------------- | ---------------------- |
| Meitantei Conan: Chika Yuuenchi Satsujin Jiken                                | المحقق كونان:قضية مقتل مدينة الملاهي تحت الأرض     | 27 ديسمبر 1996 | Game Boy               |
| Meitantei Conan: Giwaku no Gouka Ressha                                       | المحقق كونان:قطار فائق الفخامة مشبوه               | 7 أغسطس 1998   | Game Boy               |
| Meitantei Conan: Majutsushi no Chousenjou!                                    | المحقق كونان:رسالة تحدي الساحر                     | 5 أغسطس 1999   | WonderSwan             |
| Meitantei Conan: Karakuri Jiin Satsujin Jiken                                 | المحقق كونان: قضية مقتل معبد الآلات                | 25 فبراير 2000 | Game Boy Color         |
| Meitantei Conan: Kiganshima Hihou Densetsu                                    | المحقق كونان:أسطورة الكنز في جزيرة كيجان           | 31 مارس 2000   | Game Boy Color         |
| Meitantei Conan: Nishi no Meitantei, Saidai no Kiki!?                         | المحقق كونان:أكبر أزمة لمحقق الغرب                 | 27 يوليو 2000  | WonderSwan             |
| Meitantei Conan: Yuugure no Oujo                                              | المحقق كونان:الأميرة في الغسق                      | 5 أبريل 2001   | WonderSwan Color       |
| Meitantei Conan: Norowareta Kouro                                             | المحقق كونان:الممر الملعون                         | 1 يونيو 2001   | Game Boy Color         |
| Meitantei Conan: Neraiwareta Tantei                                           | المحقق كونان:المحقق المستهدف                       | 25 يوليو 2003  | Game Boy Advance       |
| Meitantei Conan: Akatsuki no Monument                                         | المحقق كونان:نصب التذكاري عند الفجر                | 21 أبريل 2005  | Game Boy Advance       |
| Meitantei Conan: Tantei Ryoku Trainer                                         | المحقق كونان: مدرب مهارات                          | 3 أبريل 2007   | [[نينتندو دي أس]]      |
| Meitantei Conan: Kieta Hakase to Machigai Sagashi no Tou                      | المحقق كونان:البروفسور المفقود وبرج البحث عن الخطأ | 3 أبريل 2008   | [[نينتندو دي أس]]      |
| Meitantei Conan & Kindaichi Shounen no Jikenbou: Meguri au 2-Jin no Meitantei | المحقق كونان: لقاء الصدفة بين المحققين العظيمين    | 3 فبراير 2009  | [[نينتندو دي أس]]      |
| Meitantei Conan: Aoki houseki no Rinbu Rondo                                  | المحقق كونان:رقص الجوهرة الزرقاء                   | 21 أبريل 2011  | [[نينتندو دي أس]]      |
| Meitantei Conan: Kako Kara no Zensōkyoku Pureryūdo                            | المحقق كونان:مقدمة من الماضي - مقدمة               | 19 أبريل 2012  | [[نينتندو دي أس]], PSP |
| Meitantei Conan: Marionetto Kōkyōkyoku (Shinfonī)                             | المحقق كونان:سيمفونية الدمى المتحركة               | 25 أبريل 2013  | Nintendo 3DS           |
| Meitantei Conan: Fantomu Kyōshikyoku (Rapusodī)                               | المحقق كونان:قصيدة الشبح - رابسودي                 | 17 أبريل 2014  | Nintendo 3DS           |

## أجهزة ألعاب الفيديو المنزلية
| عنوان اللعبة                             | الاسم العربي                          | تاريخ الإصدار                                               | منصة الإصدار | ملاحظات                                    |
| ---------------------------------------- | ------------------------------------- | ----------------------------------------------------------- | ------------ | ------------------------------------------ |
| Meitantei Conan                          | المحقق كونان                          | نوفمبر 19، 1998                                             | بلاي ستيشن   | تم تطويرها بواسطة [[بانداي]].              |
| Meitantei Conan: 3 Nin no Meisuiri       | المحقق كونان: ثلاثة ألغاز             | أغسطس 10، 2000 (النسخة العادية) يوليو 4، 2002 ([[بانداي]])  | بلاي ستيشن   | تم تطويرها بواسطة [[بانداي]].              |
| Meitantei Conan: Saikou no Aibou         | المحقق كونان: الشريك المثالي          | أبريل 25، 2002                                              | بلاي ستيشن   | تم تطويرها بواسطة [[بانداي]].              |
| Meitantei Conan The Board Game           | المحقق كونان: لعبة اللوحة             | أغسطس 29، 2002                                              | بلاي ستيشن   | تم تطويرها بواسطة [[بانداي]].              |
| Meitantei Conan: Trick Trick Vol. 1      | المحقق كونان: الخدعة (المجلد 1)       | أبريل 17، 2003                                              | بلاي ستيشن   | تم تطويرها بواسطة [[بانداي]].              |
| Meitantei Conan: Daiei Teikoku no Isan   | المحقق كونان:إرث الإمبراطورية الكبيرة | نوفمبر 18، 2004                                             | بلاي ستيشن 2 | تم تطويرها بواسطة [[بانداي]].              |
| Case Closed: The Mirapolis Investigation | المحقق كونان: تحقيق ميرابوليس         | مايو 17، 2007 (النسخة اليابانية) أبريل 3، 2009 (النسخة PAL) | وي           | تم تطويرها بواسطة Marvelous Entertainment. |